# Carl Ferdinand Weiland

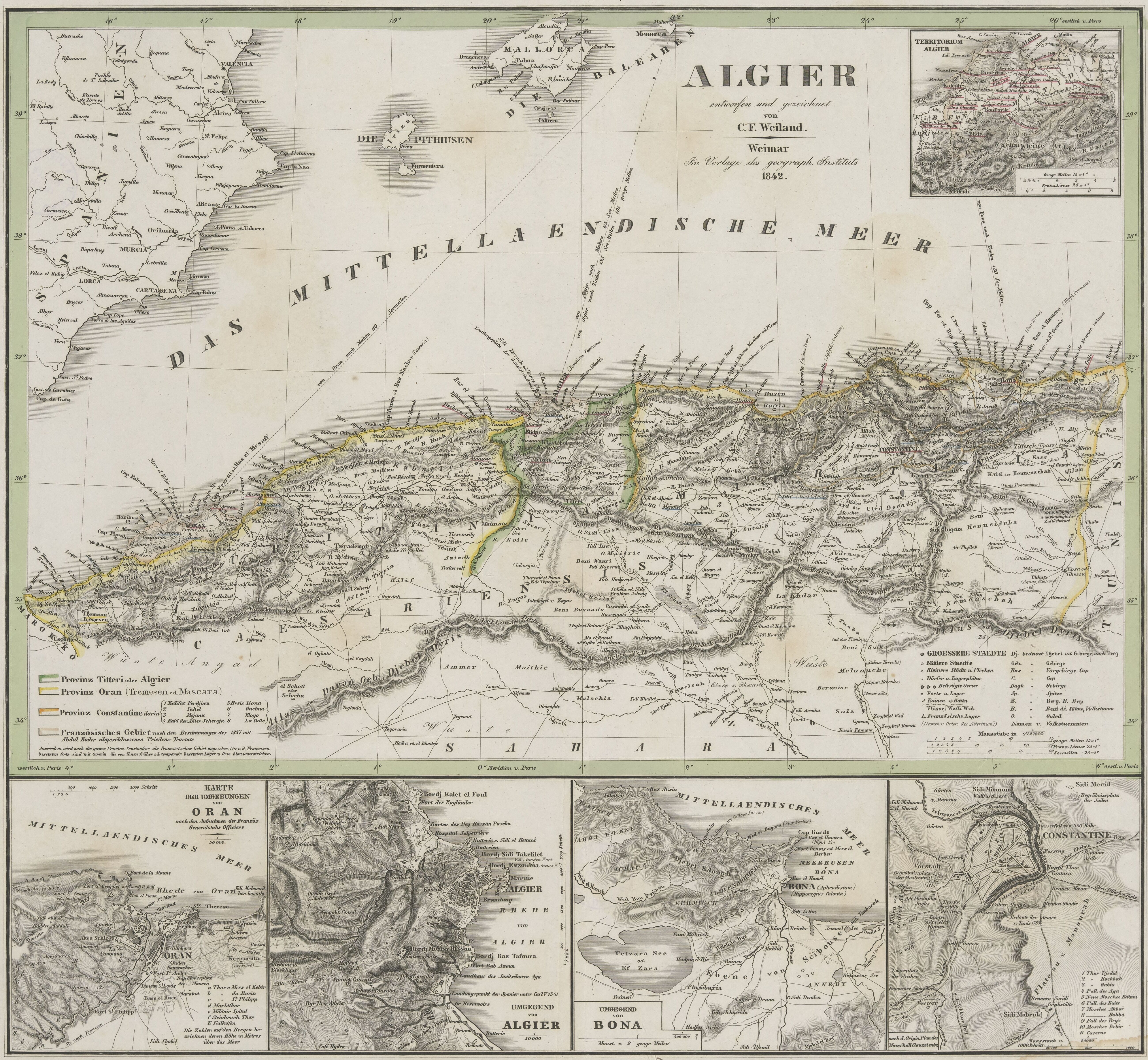
Karte Algier, entworfen und gezeichnet von Carl Ferdinand Weiland (1842)

Carl Ferdinand Weiland (* 1782; † 18. Mai 1847 in Gera) war ein deutscher Kartograph und württembergischer Hauptmann z.D.
Weiland wirkte beim geographischen Institut in Weimar und wurde 1817 Nachfolger von Friedrich Wilhelm Streit. Weilands Nachfolger wurde im Jahr 1845 der Berliner Kartograf und Geograf Heinrich Johann Samuel Kiepert.

## Werke
- Allgemeiner Hand-Atlas der ganzen Erde nach den besten astronomischen Bestimmungen, neuesten Entdeckungen und kritischen Untersuchungen entworfen und zu A.C. Gaspari vollständigem Handbuche der neuesten Erdbeschreibung bestimmt (1824)
- Atlas con Amerika (1824–1828)
- Hand-Atlas (1828/29)
- Europa-Karte zusammengesetzt 4 Blättern (1844)
- Allgemeiner Hand-Atlas der ganzen Erde. nach den neuesten Entdeckungen entworfen (1846)
- Carl Ferdinand Weiland, Heinrich Kiepert: Das Austral-Continent oder Neu Holland : nach Krusenstern, King, Flinders, Freycinet, Oxley, Sturt, Mitchell in Mercators Projection entworfen (1848)